# Jayna Oso
Jayna Oso (ur. 17 sierpnia 1981 w Brunei) – amerykańska aktorka pornograficzna pochodzenia euroazjatyckiego i irlandzkiego. Występowała w filmach również jako: Jana Oso, Malezja, Melasia, Malasia, Malezja, Malasah i Jayna i Melasia. Zagrała w ponad 400 filmach. 

## Życiorys

### Wczesne lata
Urodziła się w Brunei, państwie położonym na północnym wybrzeżu wyspy Borneo. Brunei graniczy z Malezją, prawdopodobnie dlatego też jeden z jej alter ego to Malaysia. Jej rodzice pochodzili z Azji i Irlandii. Dorastała na Hawajach. 

### Kariera
Miała 21 lat, kiedy pod koniec 2002 roku zadebiutowała pod pseudonimem Malaysia w produkcjach: Extreme Teen 32, Girls Club, There’s Something About Jack 20 i Biggest Black Girth on Earth 4. 
Brała udział w wielu nagradzanych filmach i seriach. Wśród jej najbardziej udanych filmów są: Full Anal Access 2 (2003) w ostrym pojedynku z Lexingtonem Steele, Erikiem Everhardem i Michaelem Stefano, trzema najbardziej utalentowanymi i trudnymi wykonawcami porno, Groupie Love (2004), Belladonna: No Warning 2 (2006) i Cry Wolf (2008). W filmie Piss Mops (2005) wzięła udział w scenie urofilii.
W latach 2005–2006 była nominowana do wielu nagród AVN Award, w tym dla najlepszej wykonawczyni roku. W 2005 produkcja Neo Pornographia 2 (2005) ze sceną z jej udziałem, Nicki Hunter, Manuelem Ferrarą i Steve’em Holmesem otrzymała nagrodę honorową AVN Award jako jeden z 500 najlepszych filmów dla dorosłych. Była reprezentowana przez Exotic Star Models, jedną z agencji zajmujących się talentami dla branży rozrywkowej dla dorosłych.

## Nagrody i nominacje
| Rok  | Nagroda           | Kategoria                              | Film                        | Inni wykonawcy                                               | Rezultat  |
| ---- | ----------------- | -------------------------------------- | --------------------------- | ------------------------------------------------------------ | --------- |
| 2004 | AVN Award         | Najbardziej skandaliczna scena seksu   | Lewd Conduct 17 (2003)      | Brandon Iron i John Strong                                   | Nominacja |
| 2004 | AVN Award         | Najlepsza scena seksu triolizmu        | The Voyeur 24 (2003)        | T.T. Boy i Kelli Tyler                                       | Nominacja |
| 2004 | XRCO Award        | Superzdzira                            | -                           | -                                                            | Nominacja |
| 2005 | AVN Award         | Najlepsza scena seksu analnego         | The A-Line (2004)           | Brian Surewood                                               | Nominacja |
| 2005 | AVN Award         | Wykonawczyni roku                      | -                           | -                                                            | Nominacja |
| 2005 | AVN Award         | Najlepsza scena seksu oralnego         | Feeding Frenzy 3 (2004)     | Scott Lyons, Arnold Schwarzenpecker, Tony Sexton i Mark Wood | Nominacja |
| 2005 | AVN Award         | Najlepsza scena seksu triolizmu        | Tales from the Crack (2004) | Haley Paige i Evan Stone                                     | Nominacja |
| 2007 | F.A.M.E. Awards – | Ulubiony tyłek                         | -                           | -                                                            | Nominacja |
| 2008 | AVN Award         | Najlepsza scena seksu w parze - wideo. | Zen (2006)                  | Tommy Gunn                                                   | Nominacja |